# Itacaré (Fußballspieler)
1. WEITERLEITUNG Elison Fagundes dos Santos